# Defesa do Reich
A Defesa do Reich (em alemão:  Reichsverteidigung) foi a estratégia aérea defensiva, levada a cabo pela Luftwaffe, por todo o espaço aéreo da Europa ocupada pela Alemanha Nazi. O objectivo desta campanha era o de prevenir a destruição das indústrias civis e militares, assim como salvaguardar a vida dos civis e de todo o tipo de sistema de comunicação e transporte. As batalhas aéreas diurnas e nocturnas nos céus da Alemanha durante a guerra envolveram milhares de aeronaves, unidades e combates aéreos, tudo para conseguir impedir a estratégia de bombardeamentos dos aliados e a consequente supremacia aérea. Esta campanha foi uma das mais longas campanhas da história da guerra aérea. Juntamente com a Batalha do Atlântico e o Bloqueio da Alemanha, foi a mais longa campanha da Segunda Guerra Mundial. A força de caça da Luftwaffe, a Jagdwaffe, defendeu o espaço aéreo da Europa ocupada principalmente contra as investidas da Frente Ocidental por parte do Reino Unido e dos Estados Unidos, porém também desempenhou um papel muito importante na Frente Oriental, contra a União Soviética.
Nos primeiros anos da guerra, a Luftwaffe conseguiu infligir uma série de danos e derrotas às forças aéreas aliadas. Em 1939, o Comando de Bombardeiros da RAF viu-se forçado a operar apenas durante a noite, dado que as baixas durante o dia eram demasiado altas para suportar. Em 1943, a USAAF sofreu várias baixas e contra-ataques durante operações aéreas diurnas, o que até fez com que em Outubro de 1943 a USAAF cancelasse toda a ofensiva aérea contra a Alemanha. Os britânicos construíram lentamente uma força de bombardeiros e, introduzindo novas tecnologias e usando novas tácticas como o fluxo de bombardeiros, conseguiram criar vagas de ataque cada vez maiores, sofrendo baixas cada vez mais aceitáveis.
Em Fevereiro de 1944, a USAAF introduziu o P-51 Mustang, um avião de caça capaz de escoltar os bombardeiros até ao destino e voltar. Com o avanço de Doolittle no combate aéreo, através da Oitava Força Aérea, os Estados Unidos conseguiram começar a construir a supremacia aérea norte-americana sob os nazis na Primavera de 1944. Sendo uma força relâmpago e não uma força para sustentar e defender o espaço aéreo de todo um continente, a Luftwaffe começou a sucumbir. Pelo verão de 1944, a Luftwaffe já estava a sofrer de escassez de combustível e uma grande falta de pilotos treinados. No início de 1945, deixou de ser sequer uma força aérea eficaz para desempenhar uma qualquer campanha. No final da campanha de Defesa do Reich, as forças norte-americanas assumiam ter destruído 35 783 aeronaves, enquanto a RAF assumia ter abatido 21 622, totalizando 57 405 aeronaves alemãs destruídas. A USAAF lançou cerca de 1,46 milhões de toneladas de bombas na Europa ocupada, enquanto a RAF lançou 1,31 milhões, totalizando 2,77 milhões de toneladas, das quais 51,1% caíram dentro das fronteiras do Estado Alemão.
A intensificação dos bombardeamentos nocturnos pela RAF e dos ataques diurnos da USAAF, contribuíram imenso para a destruição das indústrias e das cidades alemãs, o que causou um colapso económico no inverno de 1944-45. Por esta altura, os exércitos aliados já haviam alcançado a fronteira da Alemanha e a campanha aérea aliada fundiu-se com as batalhas tácticas levadas a cabo no solo. A campanha aérea continuou até Abril de 1945, quando as últimas missões de bombardeamento estratégico foram realizadas, tendo terminado oficialmente com a rendição alemã em Maio de 1945.